# Ptilosphen mimicus
Ptilosphen mimicus är en tvåvingeart som beskrevs av Cresson 1930. Ptilosphen mimicus ingår i släktet Ptilosphen och familjen skridflugor.
Artens utbredningsområde är Peru. Inga underarter finns listade i Catalogue of Life.